# Yacuanquer
Yacuanquer es un municipio colombiano ubicado en el departamento de Nariño. Limita por el norte con Pasto y Consacá, por el oriente con Tangua, por el sur con Funes, y por el occidente con Imués y Guaitarilla. Debido a su proximidad con el volcán Galeras, ubicado en el extremo nordeste del área rural del municipio, el área urbana se encuentra en peligro durante los periodos de actividad del volcán.

## Toponimia
El municipio fue fundado como Villaviciosa de Pasto en el territorio habitado por los yacuánqueres; fundación que se atribuye al español Lorenzo de Aldana.

## División Político-Administrativa
Además de su cabecera municipal, Yacuanquer tiene bajo su jurisdicción los siguientes centros poblados:
- La Aguada
- Mejía